# Colonia Yguazú
Yguazú é um distrito do Paraguai localizado no departamento de Alto Paraná.

## Transporte
O município de Yguazú é servido pela seguinte rodovia:
- Ruta 07, que liga a Ponte da Amizade (BR-277 - estado do Paraná) ao município de Coronel Oviedo [1][2][3]